# フィーバーペンタ
フィーバーペンタは、2000年7月に発売された大同(現:ビスティ)初のCRデジパチ。
ペンギンの「ペンタ」が大当たりを目指して大暴れするパチンコ機のシリーズ名。CRフィーバーペンタGPとCRフィーバーペンタJPの2機種がある。

## 概要
液晶型のデジパチ。極寒の地で様々なリーチアクションや、予告アクションでペンタが活躍する。
12種類ある図柄のうち、奇数図柄で大当たりした場合に確変に突入する。
確変突入率は1/2、10000回転まで確変状態なので、確変突入時は実質次回大当たりまで継続する。
大当たり確率や確変性能は一般的な99基準機と同様だが、GPは出玉が少なめのスペックとなっている。

本機のリーチは、大別すると4系統ある。
デジタル回転開始から、右出目のスベリを伴って発展するパターンと、ビタ止まりかハズレ目から発展するパターンがあり、
どちらの演出を経由したかで発展するリーチの系統が決められている。
リーチが発生すると次々とアクションが発展していくという特徴があり、全体的にリーチ時間は長めである。最長のアクションは約80秒間演出が続く。
リーチアクション時間の長さに加えて、確変中にハマることもある確率なので、止め打ちを意識しないでそのまま打ってしまうと出玉を減らしてしまうこともある。

機種カタログに記載されているキャッチコピーは「楽しさと刺激がリンクする真夏の夢体験！」である。
カタログにはプレミアムキャラの紹介や、3つある予告演出のうち○○○○予告が発生して、大当たりした場合は確変が確定するという記載がされている。
この○○○○予告とは実戦上確認された情報だと子ペンタ予告である可能性が高い。

## スペック
- CRフィーバーペンタGP
  - 賞球数 5&10&15
  - 大当たり最高継続 15R（9カウント）
  - 大当たり確率 1/315.5
  - 確変中大当たり確率　1/63.1
  - 確変突入率　1/2
  - 確変期間　10000回転まで/リミッターなし
- CRフィーバーペンタJP
  - 賞球数 5&10&15
  - 大当たり最高継続 15R（10カウント）
  - 大当たり確率 1/315.5
  - 確変中大当たり確率　1/63.1
  - 確変突入率　1/2
  - 確変期間　10000回転まで/リミッターなし

## 図柄
- 1
- 2
- 3
- 4
- 5
- 6
- 7
- 8
- 9
- 10
- 11
- 12

## 演出
予告アクションは全3種類ある。
オーロラ
空一面に鮮やかなカーテンがかかるアクションで、背景がオーロラになる。
子ペンタ
地平線をペンギンが横切るアクションで、子ペンタが通り過ぎるとリーチ確定。
地震
画面全体がぐらぐら揺れるアクションで、リーチになれば期待度は高い。
これらの予告アクションは複合パターンも存在する。
複合パターンは全部で4種類
- 地震+オーロラ
- 地震+子ペンタ
- 子ペンタ+オーロラ
- 子ペンタ+オーロラ+地震

複合すれば期待度アップ—『パチンコ必勝ガイド 2000 9•17号』p19

リーチアクションは、「雪玉系」「地上系」「地割れ系」「深海系」の全4系統に分かれる。
これらのアクションは多彩で、キャラクターが登場する度に次々と発展していく様になっている。
大当たり信頼度が100%のリーチ演出や、プレミアム演出もある。
デジタル回転開始後に、右出目スベリからリーチになると、雪玉系か地割れ系に発展する。
地割れ演出中にシャチが飛び出し、ペンタに噛み付いて、海に引き込めば深海系へと発展する。
右出目がビタ止まりかハズレ目からリーチになった場合は地上系へと発展する。
雪玉系
- コサックリーチ

ライバルの黒ペンギンが中出目を持ち上げ、ペンタに投げ付けてくる。ペンタは背を向けて逃走する。
ペンタが中出目に潰された後に、うまく上に着地できればコサックダンスで中出目を停止させる。
- クルーンリーチ

ペンタが中出目から逃げ切り、穴に落ちればチャンスで、舞台が巨大なクルーンへと移動する。
3つある穴のうち、手前の赤い穴に玉が入れば大当たりとなる。
ハズレ穴に入ってもタコの足やクレーンが登場して、玉を大当たり穴へと導いてくれるパターンもある。
地上系
- アシカリーチ

アシカが3つの出目を鼻で持ち上げ、回転させて進めていく。
- スノーモービルリーチ

ペンタがライバルの黒ペンギンとスノーモービルでレースをする。
地割れ系
- クジラリーチ

海中からクジラが浮上してきて、潮を吹いて中出目を進めていく。
深海系
- シャークリーチ

海中に引き込まれたペンタをサメが狙う。サメは中出目にガブリと噛み付く。
- マーメイドリーチ

サメが出た後に人魚が登場。その後何もなければ、人魚とペンタが交互にデジタルにタックルして大当たりさせる。
発展したら大当たり確定の鉄板リーチの一つである。
- アコヤ貝リーチ

中出目がアコヤ貝の中に入り、貝が開閉するたびに出目が変化する。
- 乙姫さまリーチ

アコヤ貝リーチに行く寸前にタコの足が貝を弾くと、タコツボ演出へと移行する。
タコの足が中出目を止めて図柄が揃うと背景が竜宮城に移動して乙姫さまリーチに発展する。
最終段階まで発展したら大当たりが確定する、鉄板リーチの一つである。
ただし、タコツボ演出が発生しても必ず乙姫さまリーチまで発展するわけではない。
大当たり信頼度が100%の鉄板リーチ以外で最も期待できるのはクルーンリーチである。
地割れ系リーチ時にクジラの代わりに潜水艦が出るパターンと、深海系に突入した時にペンギン軍団が出現するパターンは、プレミアムパターンとなる。

確変中の小当たり性能は優秀である。電チューも2回開きになるので、止め打ちによる出玉の増加も見込める。
|                    | 通常時    | 確変時    |
| ------------------ | --------- | --------- |
| 小当たり確率       | 10/11     | 10/11     |
| 小デジタル回転時間 | 約29.2秒  | 約6.0秒   |
| 電チュー開放時間   | 0.2秒 1回 | 1.7秒 2回 |

- 止め打ちの手順

①スルーチャッカーに玉が通過したら打ち出しを停止
②台枠ランプ5回点滅で打ち出し再開
③電チュー2回目開放で打ち出し停止
④以後繰り返し

本機には大当たり後の再抽選機能が搭載されており、通常図柄から確変図柄に昇格することがある。
リーチ中に図柄が変化する、アシカリーチ•マーメイドリーチ•乙姫リーチのいずれかのリーチで当たった場合は再抽選演出は発生しない。
この3種類のリーチ以外で当たった場合は再抽選演出が発生する。全出目が揃った状態のまま高速で回転し、その後ピタッと停止する。